# Fabienne Fischer

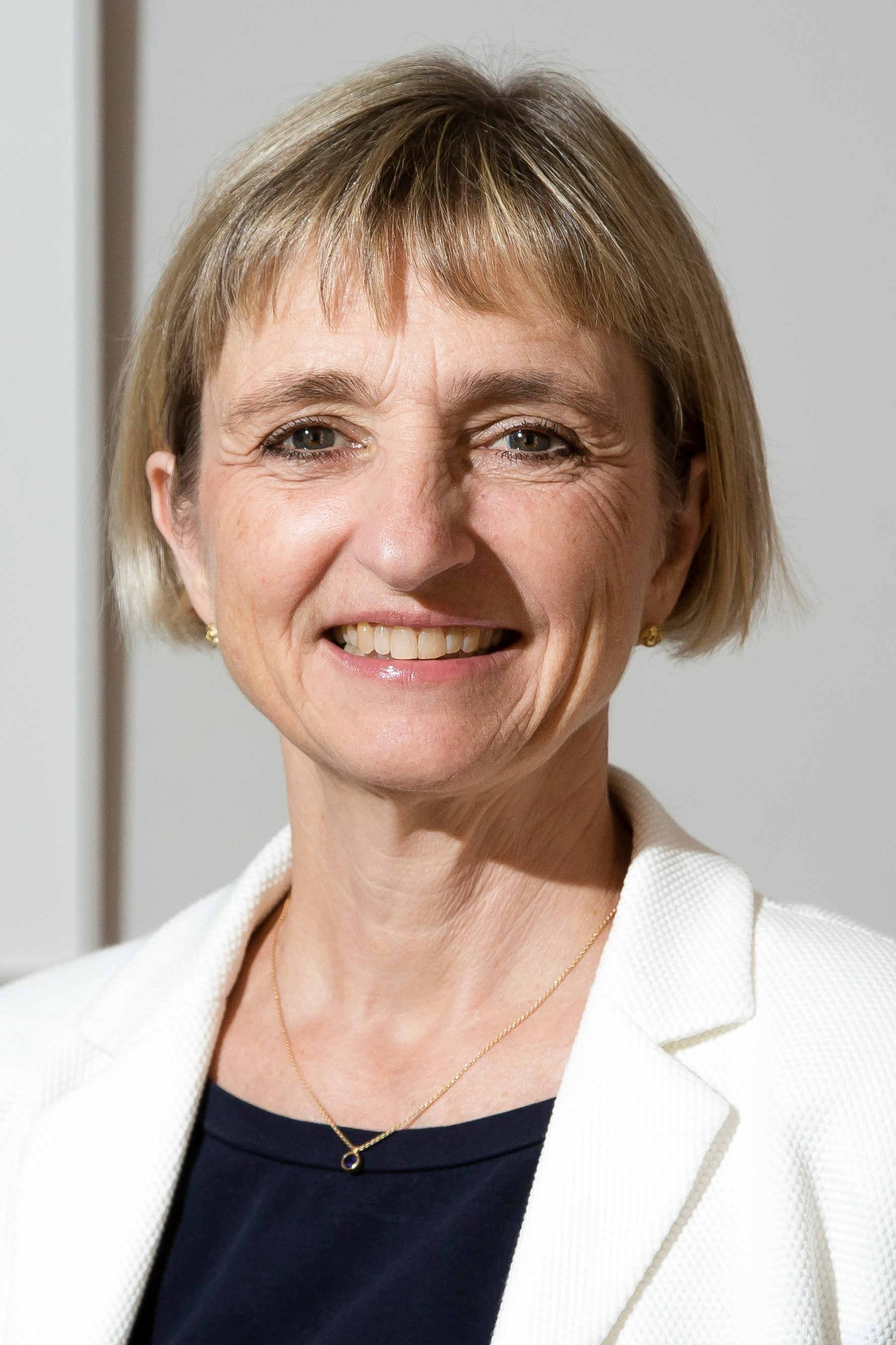
Fabienne Fischer, 2021

Fabienne Fischer (geboren am 28. September 1961 in der Republik Sambia; heimatberechtigt in Le Grand-Saconnex, Kanton Genf) ist eine Schweizer Rechtsanwältin und Politikerin (Grüne Partei Schweiz). Sie war von 2021 bis 2023 Staatsrätin des Kantons Genf.

## Werdegang
Fabienne Fischer ist die Tochter des Pfarrers Jean Fischer, der 1987 Generalsekretär der Konferenz Europäischer Kirchen wurde, und von Nicole Fischer, Präsidentin der Église Protestante de Genève. Die Familie stammte aus Le Grand-Saconnex im Kanton Genf und wohnte für einige Jahre in Sambia. So lebte Fabienne Fischer während ihrer ersten beiden Jahre in diesem afrikanischen Land, das damals noch eine englische Kolonie war. Nach der Rückkehr der Familie in die Schweiz besuchte Fabienne Fischer die Schulen in Le Grand-Saconnex und studierte an der Universität Genf Geschichte. Nach dem Abschluss des Studiums war sie von 1987 bis 2003 Lehrerin am Collège Rousseau in Genf. Ein zweites Studium in Rechtswissenschaft schloss sie 2002 mit dem Master ab, und 2005 erhielt sie im Kanton Genf das Anwaltspatent.
2007 wurde sie Mitglied der Grünen Partei Schweiz, für die sie 2011 in das Parlament der Stadt Genf gewählt wurde. 2012 trat sie von diesem Amt zurück, um sich ganz der Tätigkeit als Anwältin zu widmen. Von 2012 bis 2018 war sie Mitglied des Verwaltungsrats des Flughafens Genf. 2021 wurde sie als Staatsrätin des Kantons Genf gewählt. Am 29. April 2021 trat sie in der Kantonsregierung die Funktion als Direktorin des Wirtschaftsdepartements an. Am 30. April 2023 verpasste Fabienne Fischer im zweiten Wahlgang die Wiederwahl für eine weitere Amtszeit.
Fabienne Fischer ist verheiratet mit Jean Rossiaud. Ihr Bruder Thierry Fischer ist international als Musiker und Dirigent tätig.